# 7543 Prylis
7543 Prylis eller 1973 SY är en trojansk asteroid i Jupiters lagrangepunkt L4. Den upptäcktes 19 september 1973 av den nederländsk-amerikanske astronomen Tom Gehrels och det nederländska astronomparet Ingrid van Houten-Groeneveld och Cornelis Johannes van Houten vid Palomar-observatoriet. Den är uppkallad efter Prylis i den grekiska mytologin.
Asteroiden har en diameter på ungefär 43 kilometer.